# Juan Carlos Rojas Villegas
Juan Carlos Rojas Villegas (Zarcero, Alajuela, 22 de desembre de 1981) és un ciclista costa-riqueny. Del seu palmarès destaca les 6 victòries finals a la Volta a Costa Rica. El 2014 es va classificar 1r a l'UCI Amèrica Tour.
El 2007 va donar positiu en un control i va ser suspès durant dos anys.
El seu germà César també s'ha dedicat al ciclisme.

## Palmarès
- 2004
  - Vencedor d'una etapa de la Volta a Costa Rica
- 2005
  - 1r a la Volta a Costa Rica i vencedor de 3 etapes
- 2006
  - 1r a la Volta a Guatemala i vencedor de 2 etapes
- 2007
  -  Campió de Costa Rica en ruta
- 2009
  - 1r a la Volta a Guatemala
  - Vencedor d'una etapa de la Volta a Costa Rica
  - Vencedor de 2 etapes de la Volta a Guatemala
- 2010
  - 1r a la Volta a Costa Rica i vencedor de 5 etapes
- 2013
  - 1r a la Volta a Costa Rica i vencedor de 5 etapes
- 2014
  - 1r a l'UCI Amèrica Tour
  -  Campió de Costa Rica en ruta
  - 1r a la Volta a Costa Rica i vencedor de 2 etapes
- 2015
  - 1r a la Volta a Costa Rica
- 2016
  -  Campió de Costa Rica en contrarellotge
  - Vencedor de 2 etapes de la Volta a Costa Rica
- 2017
  - 1r a la Volta a Costa Rica i vencedor de 2 etapes